# Finestra terapeutica

Descrizione grafica della finestra terapeutica in un grafico concentrazione/tempo.

La finestra terapeutica, anche chiamata intervallo terapeutico, è un parametro farmacologico che è indice della sicurezza di un farmaco. È definito come l'intervallo fra la concentrazione minima al di sotto della quale il farmaco è clinicamente inefficace e la concentrazione massima al di sopra della quale compaiono effetti tossici
Tanto più è ampia la finestra terapeutica, tanto più il farmaco è sicuro (maneggevole).